# P-800 Oniks
Le P-800 Oniks (en russe : « П-800 Оникс », signifiant « Onyx »), aussi connu à l'export sous la désignation de Yakhont (en russe : « Яхонт », signifiant « rubis »), est un missile antinavire supersonique russe, développé par l'entreprise NPO Mashinostroyeniya.

## Généralités
Il s'agit d'une version à statoréacteur du P-80 Zubr (en), dont l'indice GRAU est 3M55 et le code OTAN serait SS-N-26 « Strobile ».
Le développement de cette arme commença officiellement en 1983. En 2001, il fut autorisé aux tirs depuis le sol, la surface, l'air et les sous-marins. Il serait apparemment le futur remplaçant du P-270 Moskit, mais également du P-700 Granit. Il serait également utilisé comme base de développement pour le projet indo-russe de missile supersonique BrahMos.

## Caractéristiques

### Fonctionnement et mise en œuvre
Le missile est maintenu en vol par de petites ailes. L'accélérateur à carburant solide, qui propulse le missile lors du lancement, est situé dans la chambre de combustion du statoréacteur. Il est éjecté par la pression du vent relatif créée par le missile une fois qu'il a atteint sa vitesse de croisière, ce qui dégage de la place pour que le statoréacteur puisse se mettre en route.
Le profil de vol est de deux types différents : il peut voler au ras des flots (profil « low-low », signifiant « bas-bas » en anglais) afin de rester indétectable le plus longtemps possible, ou effectuer une phase de croisière à haute altitude et plonger au ras des flots à l'approche de sa cible (profil « high-low », signifiant « haut-bas » en anglais). Si la première solution le rend vraiment difficile à détecter (car il évolue en dessous de la capacité de détection des radars du navire visé), elle présente cependant l'inconvénient de réduire de manière importante la portée maximale du missile. Pour la seconde solution, la distance à partir de laquelle le missile devra effectuer son plongeon peut être programmée à l'avance.
Une batterie côtière équipée de missiles Oniks, désignée K-300 Bastion-P (en russe : « Бастион-П-Подвижный ») est généralement constituée des éléments suivants :
- 4 lanceurs automoteurs K-340P, dotés de 2 missiles Yakhont (équipage de 3 personnes) ;
- 1 ou 2 véhicules de commandement et de contrôle (ASBU) PBRK (équipage de 5 personnes) ;
- 1 voiture de sécurité (MOBD) ;
- 4 véhicules de transport et de chargement (TLV K342P).

### Spécifications techniques
- Durée de stockage : 7 ans

Section radar :
- Radar : Tout temps de type monopulse, fonctionnement actif et passif, avec sauts de fréquences
- Immunité : Haute, contre le brouillage actif et les leurres
- Portée : 50 km en mode actif
- État de la mer : Jusqu'à mer force 7
- Temps de mise en œuvre depuis la mise sous tension : inférieur à 2 minutes
- Consommation électrique sur le circuit 27 V : Jusqu'à 38 A
- Angle maximal de débattement de l'antenne : ± 45°
- Masse de la section radar : 85 kg

### Avantages
Le missile permet d'attaquer une cible au-delà de l'horizon (BVR : Beyond Visual Range), tout en étant capable de choisir parmi de nombreux types de trajectoires différentes (hautes altitudes, basses altitudes ou un mélange des deux). Il est également de type « tire et oublie », ce qui garantit une parfaite autonomie et permet aux véhicules lanceurs de rester discrets sur le plan des émissions radio. Il est également très résistant aux contremesures électroniques.
Il est supersonique durant toutes les phases du vol, ce qui permet de ne pas laisser de temps à la cible pour se défendre. Il peut être tiré depuis une grande variété de plateformes à terre, dans les airs, à la surface et même depuis les sous-marins.

## Histoire opérationnelle

### Syrie
En 2010, Sergei Prikhodko, conseiller principal du président russe, a annoncé que la Russie avait l'intention de livrer le P-800 à la Syrie, suivant les contrats signés en 2007,, dont le montant serait de 300 millions de dollars. La Syrie a reçu deux systèmes de missiles Bastion, dotés de 36 missiles chacun (72 au total). Les tests du missile ont été filmés puis retransmis par la télévision d'état syrienne.
En mai 2013, la Russie continua à honorer son contrat de livraison au gouvernement de Bachar el-Assad, livrant à la Syrie des missiles dotés d'un radar amélioré, les rendant plus efficaces pour contrer toute tentative d'invasion d' armées étrangères,. Le hangar qui contenait les systèmes Bastion a été détruit par un raid aérien israélien, ciblant Lattaquié le 5 juillet 2013, mais les services de renseignement américains pensent que certains missiles avaient pu être déplacés avant l'attaque.

### Ukraine
La Russie a utilisé ce missile à de nombreuses reprises lors de son invasion de l'Ukraine en 2022. Les missiles ont été utilisés en mode d'attaque au sol et non comme missile antinavire car ils disposent d'une très grande vitesse et d'un profil de vol complexe ce qui fait qu'ils sont presque inarrêtables par les défenses aériennes ennemies.

## Versions
- P-800 Oniks : Version de base pour la Russie.
- P-800 Yakhont : Version d'exportation de l'Oniks.
- P-800 Bolid : Version encapsulée du missile, lancée depuis les sous-marins[2].
- BrahMos : Missile basé sur l'Oniks, développé en coopération avec l'Inde et produit par la firme BrahMos Aerospace Private Limited, en Inde. Une version hypersoniqque BrahMos-II est également en cours de développement.
- Bastion-P : Système mobile de défense côtière.

## Utilisateurs
- Indonésie : 4 lanceurs verticaux (VLS) installés sur la frégate KRI Oswald Siahaan (354)[13], de classe Ahmad Yani. 50 missiles[14].
- Russie : 3 complexes Bastion-P livrés en 2010. Tous ont été mis en service au sein de la 11e brigade d'artillerie-missile côtière indépendante, appartenant à la flotte de la mer Noire et stationnée près de la ville d'Anapa[15], ainsi que le Nakat (Projet 1234.7), une corvette unique de la classe Nanuchka IV commandée en 1987 avec 2 x 6 missiles Oniks[16]. Dans les années 1990, l'Oniks fut testé sur ce navire. En 2002, il avait terminé la majeure partie des tests et fut mis en service[17]. Le Bastion-P est déployé par les forces russes en Crimée[18].
- Syrie : 2 complexes Bastion-P reçus en 2011, pour un total de 72 missiles[19],[20]. Une partie de ce stock a été détruite par une attaque aérienne israélienne en juillet 2013.
- Viêt Nam : 2 systèmes Bastion-P livrés, 40 missiles[14],[21].
- Hezbollah : Yakhont acquis en Syrie [22]

## Utilisateurs potentiels
- Mouvement Houthi : à la suite du soutien occidental à la guerre en Ukraine, la Russie envisage de transmettre des moyens dans des régions du monde où ceux-ci pourraient toucher les pays armant l'Ukraine[23]